# Xandarella
Xandarella is een geslacht van fossiele vroege geleedpotigen uit het Cambrium. Xandarella valt onder de Xandarellida, die nauw verwant zijn aan de trilobieten. In tegenstelling tot trilobieten hebben Xandarellida geen hard, gecalcificeerd exoskelet. Xandarella is alleen bekend uit de biota van Chengjiang uit het zuiden van China. 
De biota van Chengjiang heeft een ouderdom van ongeveer 525 miljoen jaar en valt daarmee in de onbenoemde derde etage van het Cambrium. Onder fossielen van de biota van Chengjiang is Xandarella relatief zeldzaam. De gevonden fossielen zijn uitzonderlijk goed bewaard maar sterk afgeplat. In sommige fossielen zijn "zachte" lichaamsdelen bewaard, zoals de ingewanden. Er zijn geen exemplaren bekend langer dan 50-55 mm. De kop van het dier was bedekt met een halfrond schild, met twee ronde openingen voor de ogen. Hierin verschilt Xandarella van de verwante Cindarella, waarbij de ogen op stalken stonden, die onder het kopschild uitstaken. De thorax van Xandarella bestond uit twaalf tergieten, waarvan de onderste in een puntige stekel uitliep. De tergieten zaten elk vast aan twee segmenten, die elk aan een poot waren bevestigd.
In de ingewanden is sediment gevonden. Dit duidt erop dat Xandarella een bodemvoeder was. Er is binnen het geslacht Xandarella slechts een soort bekend: X. spectaculum. In 2017 werd een tweede soort beschreven uit het Wuliuen in Marokko (X. mauretanica). Later bleek het fossiel echter tot het trilobietengeslacht Gigoutella te behoren.